# Yolande de France
Yolande de France ou Yolande de Valois, née à Tours le 23 septembre 1434, morte à Chambéry le 23 août 1478, fut duchesse de Savoie, puis régente du duché pour son fils Philibert. Elle est la fille de Charles VII, roi de France, et de Marie d'Anjou.

## Biographie

### Talent en tant que gouverneure
Son mari Amédée IX est peu disposé à gouverner ses États, étant de faible constitution, sujet à l'épilepsie et préférant s'adonner à la piété. Il laisse Yolande, vive et énergique, gouverner afin de mieux faire face aux barons savoyards en opposition ouverte. Veuve, elle assure la régence du duché jusqu'en 1478 au nom de son fils Philibert Ier.

### Sa politique
Elle doit faire face à l'ambition de Charles le Téméraire, duc de Bourgogne. Traditionnellement, les ducs de Savoie étaient alliés aux confédérés suisses[réf. nécessaire], mais la puissance montante du duc de Bourgogne laissait présager un fructueux accord. Elle pencha pour le Bourguignon, qui risquait en outre de la prendre en tenaille par un accord entre la Bourgogne et le Milanais ; son frère Louis XI de France chercha alors à la renverser et à instaurer Philippe de Bresse comme régent. Après les défaites du Téméraire à Grandson et Morat en 1476, elle partit rejoindre le duc de Bourgogne qui lui reprocha une alliance secrète avec la France. Au comble de la colère, Charles la fit enlever par son capitaine, Olivier de La Marche, et la garda prisonnière au château de Rouvres. Le jeune duc Philibert Ier de Savoie avait été caché dans un champ de blé par les fidèles de la duchesse, et il regagna Chambéry.

### Libération de la duchesse
À la suite de la nouvelle, Louis XI dépêcha un certain nombre de troupes sur la frontière de Savoie. Finalement, le roi décida en septembre 1476 d'expédier Charles Ier d'Amboise et deux cents lances, confidentiellement, car il fallait que la libération ne fût pas considérée comme rupture de la trêve avec Charles le Téméraire signée en 1475. Amboise, un des meilleurs diplomates et militants du roi, réussit à libérer la veuve et ses enfants le 2 octobre. Mais, officiellement, c'était Yolande qui avait personnellement demandé à Charles d'Amboise d'envoyer ses gens,. Louis XI était tellement joyeux que sa sœur et les enfants furent invités auprès de lui. Le 29 octobre, accompagnés par Amboise, ils arrivèrent au Plessis-du-Parc-lèz-Tours. Louis XI les accueillit, en grande pompe ainsi que chaleureusement, à la porte du château, en lui disant « Madame de la Bourgongne, vous soiez la tres bien venue ». Elle lui répondit sagement qu'elle était une bonne Française et prête à obéir au roi en ce qu'il lui plairait de lui commander. Leur séjour ne dura qu'une semaine, car la duchesse comprenait excessivement ce que le roi pensait, et vice versa. Donc, si « tous deux furent bien joyeulx de departir l'ung de l'aultre » après avoir prêté ensemble le serment, « et sont demourez comme bon frere et bonne seur, jusques a la mort ».

### Fondation des couvents de Clarisses
Elle fonde deux couvents de sœurs clarisses, l'un en 1464 à Chambéry et l'autre à Genève le 30 avril 1476, rue Verdaine. Ce dernier reste en place jusqu'à la Réforme, les religieuses quittent ensuite Genève pour Annecy.
Dès janvier 1478 elle souffre de crises de goutte. Sa cour l'abandonne pour retourner à Chambéry, et elle meurt à Moncrivello. Elle est enterrée avec Amédée IX dans la cathédrale Saint-Eusèbe à Verceil.

### Postérité
Au XVe siècle, l'influence du royaume de France sur la Savoie fut considérablement renforcée, à la suite de deux mariages royaux : celui de Yolande de France et d'Amédée IX suivi de celui de Louis XI et de Charlotte de Savoie choisie par le dauphin Louis lui-même.
Après le décès de Yolande en 1478, Louis XI soutint ses enfants, notamment leurs mariages selon ses vues politiques. Ainsi le roi réussit-il à contrôler étroitement, à la fin de son règne, la personne du jeune duc et les états de Savoie. Par exemple, le roi maria Louise de Savoie avec Hugues de Chalon, seigneur de Château-Guyon, le 24 août 1479.
La France annexa finalement la Savoie en 1860 par le traité de Turin.

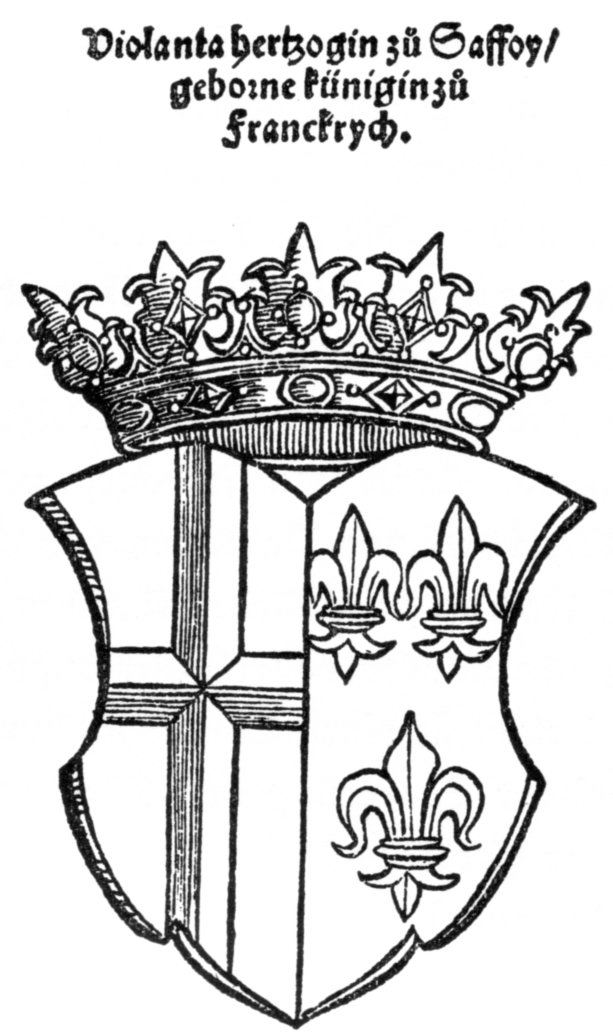
Blason de Yolande de France, symbole de l'union des deux maisons.

## Famille

### Mariage et descendants
Elle épousa en 1452 Amédée IX (1435 † 1472), duc de Savoie, comte d'Aoste, prince du Piémont, et eut :
- Louis (1453 † 1453)
- Anne (1455 † 1480), son contrat du mariage avec Frédéric Ier (1452 † 1504), roi de Naples, fut signé le 1er septembre 1478 à la Lande, au diocèse de Chartres. Les célébrations auraient été effectuées plus tard[11].
- Charles (1456 † 1471), prince de Piémont
- Philibert Ier (1465 † 1482), duc de Savoie, comte d'Aoste et prince du Piémont
- Marie (ca.1463 † 1513) , mariée en 1476 avec Philippe, margrave de Bade-Sausenberg et comte de Neuchâtel (1454 † 1503 ; d'où la suite des princes de Neuchâtel), puis avec Jacques d'Assay, seigneur du Plessis
- Louise (1462 † 1503), mariée en 1479 avec Hugues de Chalon, seigneur d'Orbe († 1490) ; bienheureuse (1839)
- Bernard (1467 † 1467)
- Charles Ier (1468 † 1490), duc de Savoie, comte d'Aoste et prince du Piémont
- Jacques Louis (1470 † 1485), marquis de Gex
- Jean-Claude Galléas (1472 † 1472)

## Hommage

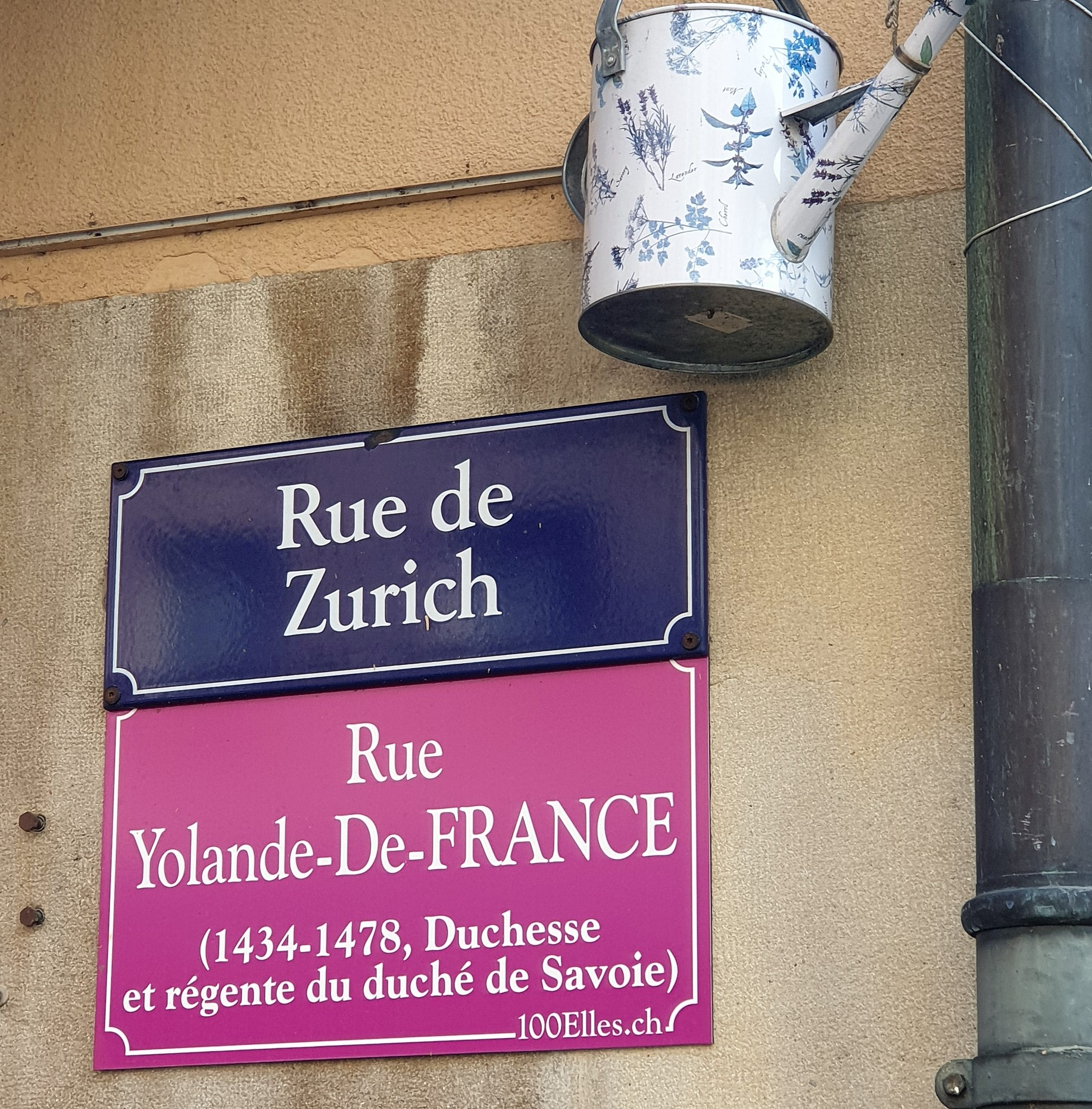
Plaque de rue - Yolande de France - Rue de Zurich - Projet 100elles à Genève en 2019

En 2019 à Genève l'association l'Escouade dans le cadre du projet 100Elles* renomme temporairement une rue à son nom,,,.